# Japonski most
Japonski most (splošno znan v vietnamščina kot Chùa Cầu) je brv s templjem na vrhu v mestu Hội An v provinci Quang Nam v Vietnamu. Imenujejo ga tudi japonski pokriti most ali Lai Viễn Kiều.

## Opis
Brv je dolga 18 metrov in široka 3 metre. Majhen tempelj stoji na severnem koncu mostu, z vhodom na sredini mostu, ki gleda na vodo. Dva opornika sta zgrajena iz opeke z dvema razponoma vsak, medtem ko ima srednji del mostu pet razponov, postavljenih na opečne stebre, ki stojijo v vodi. Okvir zgradbe je izdelan iz lesa in uporablja tri ločene, a integrirane strešne sisteme za tri dele mostu.
Chùa Cầujev tempelj ima bogato okrašen dekor, vključno s porcelanastimi skledami, ki se uporabljajo za pokrivanje koncev strešnikov  ter kipoma opice in psa, ki simbolizirata leto začetka in konca gradnje na podlagi kitajskega zodiaka. Chữ Hána je mogoče najti po celotnem mostu in templju, vključno z "Lai Viễn Kiều" pred vhodom v tempelj. Tempelj je bil v zgodovini oltar Trấn Vũ z letnim festivalom, posvečenim božanstvu na 20. dan 7. lunarnega meseca.

## Zgodovina
V 16. stoletju so japonski trgovci začeli ustanavljati prebivališče v pristaniškem mestu Faifo (danes Hội An) in ustanovili lastno enklavo. Leta 1593 je ena skupina trgovcev začela graditi pokrit most za prečkanje sosedskega kanala. Končali so gradnjo leta 1595 in izboljšali dostop med kitajsko enklavo na drugi strani. Leta 1653 so japonski prebivalci zgradili tempelj na vrhu mostu, da bi po legendi pomirili pošast Namazu, ki povzroča potres. Ko so se v 17. stoletju japonski trgovci in nizozemska vzhodnoindijska družba umaknili iz Hội An, sta Chùa Cầu in njegova okoliška soseska ostala relativno ohranjena.
Med obiskom mesta Hội An leta 1719 je Nguyễn Phúc Chu most poimenoval Lai Viễn Kiều, kar pomeni »most za sprejem gostov od daleč«. Po datumu, zabeleženem na strešnem tramu in napisu na mostišču, je bil most obnovljen leta 1817, čeprav ni jasno, ali je bil tudi tempelj. Tempelj so obnovili v letih 1817, 1865, 1915 in 1986, pri čemer so postopoma vključevali elemente vietnamske in kitajske arhitekture in oblikovanja namesto prvotnih japonskih elementov.
Ker se struktura tone zaradi podzemne erozije, obstajajo trenutni načrti za preprečitev njenega zrušitve.
V novembru 2023 je bil most v rekonstrukciji in nedostopen.
- Japonski most v rekonstrukciji, november 2023
- Japonski most v rekonstrukciji, november 2023
- Japonski most v rekonstrukciji, november 2023

## Časti in nazivi
Februarja 1990 je Chùa Cầu dobil status nacionalne zgodovinsko-kulturne relikvije. Leta 2006 je bil izdan bankovec za 20.000 VND z mostom.

## Galerija
- 2015, ponoči
- Tempelj leta 2012
- Vstop na most